# Оупа Маньїса
Оупа Маньїса (англ. Oupa Manyisa, нар. 30 липня 1988, Молакенг) — південноафриканський футболіст, півзахисник клубу «Орландо Пайретс» і національну збірну ПАР.

## Клубна кар'єра
У дорослому футболі дебютував 2008 року виступами за команду клубу «Орландо Пайретс», кольори якої захищає й донині.

## Виступи за збірну
У 2011 році дебютував в офіційних матчах у складі національної збірної ПАР. Наразі провів у формі головної команди країни 23 матчі, забивши 1 гол.
У складі збірної був учасником домашнього для південноафриканців Кубка африканських націй 2013 року, а також Кубка африканських націй 2015 року в Екваторіальній Гвінеї.